# 岡重政
岡 重政（おか しげまさ、永禄11年（1568年）または天正7年（1579年） - 慶長18年〈1613年〉）は、安土桃山時代から江戸時代初期にかけての武将。陸奥会津藩の蒲生家の家臣。通称は半兵衛（はんべえ）。正室は石田三成の次女・小石殿。子に岡吉右衛門がいる。

## 生涯
若狭国の守護大名であった武田信豊の曾孫であると伝わる。一方、『蒲生家系図由緒書』には伊勢出身で、元々「片岡」と称していたと伝えられている。また、『徳川実紀』には「長野半兵衛重政」の名前で登場しており、伊勢長野氏の関係者であった可能性もある。
『氏郷記』によばれ天正12年（1584年）に17歳で兄の儀太夫と共に蒲生氏郷に小姓として仕え、文禄4年（1595年）に氏郷が死去するとその嫡子の秀行に仕えたが、蒲生騒動により秀行が会津から宇都宮へ減移封されると大幅な禄高の減少で多くの家臣が蒲生家を離れ、重政も岳父・石田三成と親しかった直江兼続の誘いで上杉景勝に仕えた。
関ヶ原の戦いの際、東軍に属した秀行は景勝に仕えていた蒲生家旧臣たちへ味方につくよう調略の手紙を送ったが、この時重政は「氏郷公や秀行公から受けた恩を忘れたことはないが、その後自分を拾ってくれた景勝公にも深い恩があるため、自分たちはそれを忘れて裏切ることはできない」という情理を尽くした返書を送り、秀行を感動させた。戦後秀行は会津に戻されると、景勝の改易で上杉家を離れていた重政を丁重に招き、町野繁仍・玉井貞右と共に仕置奉行に任命して藩政を担当させた。しかし、重政は秀行の信頼を背景に他の2人を圧倒するようになっていく。
慶長14年（1609年）、仕置奉行の岡重政と蒲生郷成が対立し、家中は岡重政・蒲生郷貞・外池良重らの派閥と蒲生郷成・関元吉・小倉良清の派閥に分かれて争った。折しも家中では郷成の所領における検地が決定され、また家中の訴訟で秀行が関に敗訴を言い渡したことをきっかけにして、小倉と関が出奔し、苦境に陥った郷成も2人の息子を連れて出奔した。郷成の2人の息子は藤堂高虎に仕官したが、郷成は徳川家康のいる駿府に移ったと言われている。
慶長17年（1612年）に秀行が30歳で没し、その後継者に秀行と振姫の嫡子である忠郷が家督を継承するが、忠郷は相続時わずか10歳のため、母親の振姫が後見人となって藩政を見ることになった。やがて後見人の振姫と仕置奉行の重政は前年に起きた大地震後の施政で激しく対立する。信心深かった振姫は神社仏閣の復興を最優先に進めようとしたが、重政がこれに対し民衆の救済が先で神社仏閣の復興にすぐ予算は付けられないと拒否したためであった。振姫は父徳川家康にこの問題を訴え、慶長18年（1613年）に家康の命令で重政は駿府城に召還され、死罪を命じられた。徳川家康・秀忠父子は振姫にも浅野長晟との再婚を命じて蒲生家から引き離す一方、残された仕置の玉井貞右と町野幸和（繁仍の子）に法度を示して検使（後世の史料では「国目付」と呼ぶ）を下向させるなどして藩政の立て直しを図っている。
息子の吉右衛門は同僚の町野幸和の庇護を受け、その娘を娶り、於振（自証院）を生んだ。於振は春日局の養女となり、江戸幕府の第3代征夷大将軍・徳川家光の側室として長女の千代姫（霊仙院）を生み、この血統は皇室などに現在まで存続している。また、吉右衛門の子孫は千代姫が尾張藩主の徳川光友に嫁いだため尾張藩士として仕えた。その岡家に伝わる「岡家由緒書」によれば、重政は天正七年（1579年）生まれで享年は35（数え年のため）となる。